# Gabinete Constitucional de Luís XVI
O Gabinete Constitucional de Luís XVI foi o ministério formado pelo rei Luís XVI da França, com o apoio de Feuillants, Girondinos e independentes, entre 03 de setembro de 1791 e 21 de setembro de 1792. Foi o primeiro gabinete ministerial organizado na França sob a égide de uma constituição e o único sob a vigência da Constituição Francesa de 1791, sendo sucedido pela Primeira República Francesa.

## Contexto

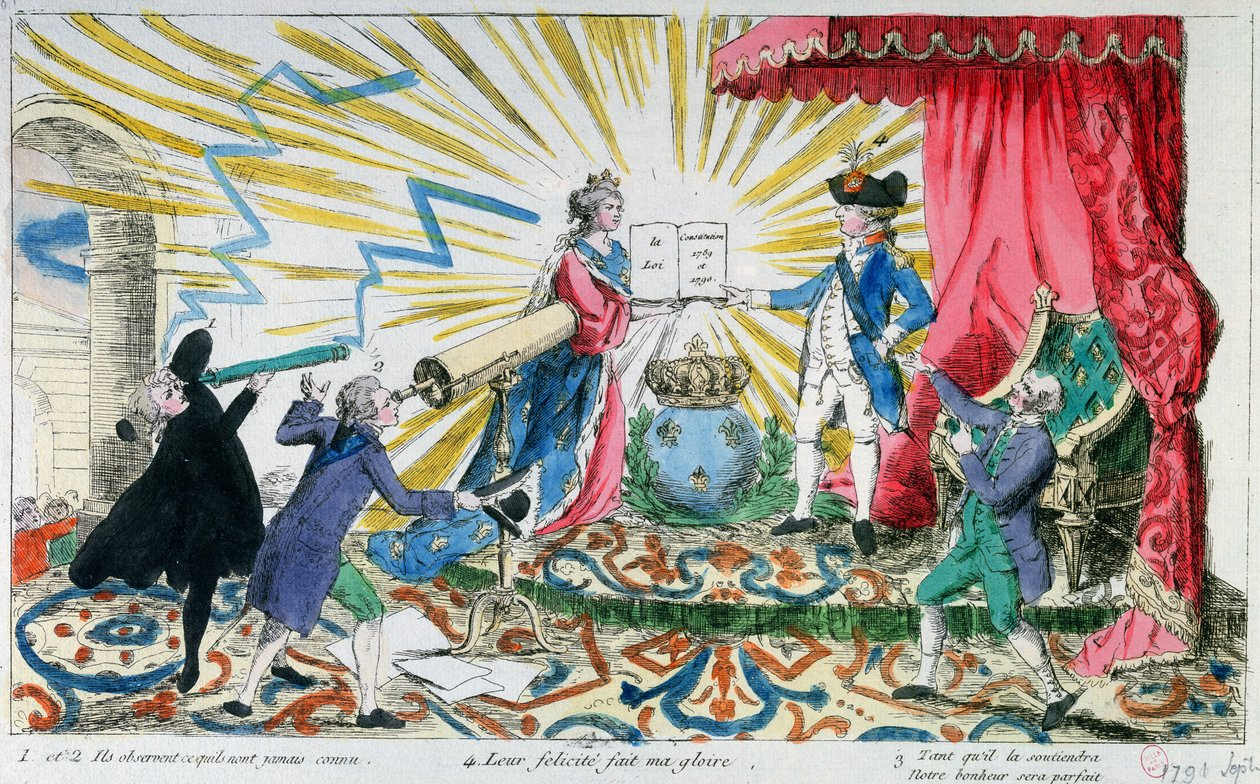
Alegoria da Aceitação da Constituição pelo Rei Luís XVI, 1791, autor desconhecido.

Desde 1789, a França vinha passando por uma revolução em seu governo e ordens sociais. Luís XVI foi forçado pela Assembleia Nacional Francesa a se submeter à Constituição de 1791, que estabeleceu uma monarquia constitucional no país, sendo revolucionária em seu conteúdo. O documento aboliu a nobreza da França e declarou que todos os homens eram iguais perante a lei. Luís XVI encabeçava o governo e tinha a capacidade de vetar a legislação que não aprovasse, pois as leis ainda precisavam do consentimento real para entrar em vigor.
O Gabinete Constitucional de Luís XVI, assim como a Constituição de 1791 e a monarquia francesa em geral, foi derrubado em setembro de 1792, logo após a Tomada das Tulherias e a eleição da Convenção Nacional. Luís XVI foi executado na guilhotina em janeiro de 1793.

## Composição
O gabinete foi composto da seguinte forma:
- Chefe de Governo: Luís XVI, Rei dos Franceses.
- Ministro das Finanças: Louis Hardouin Tarbé (maio de 1791 -  março de 1792); Étienne Clavière (março – junho de 1792); Antoine Duranton (junho de 1792); Jules de Beaulieu (junho – julho de 1792); René Delaville-Leroulx (julho – agosto de 1792).
- Secretário de Estado dos Negócios Estrangeiros: Claude Antoine de Valdec de Lessart (novembro de 1791 – março de 1792); Charles François Dumouriez (março – junho de 1792); Pierre Paul de Méredieu (junho de 1792); Victor de La Garde de Chambonas (junho – julho de 1792); François Joseph de Gratet (julho – agosto de 1792).
- Secretário de Estado da Guerra: Louis Marie de Narbonne Lara (dezembro de 1791 – março de 1792); Pierre Marie de Grave (março – maio de 1792); Joseph Servan (maio – junho de 1792); Charles-François Dumouriez (junho de 1792); Pierre August Lajard (junho – julho de 1792); Charles Frérot d'Abancourt (julho – agosto de 1792).
- Secretário de Estado da Marinha: Claude Antoine de Valdec (setembro – outubro de 1791); Bertrand de Molleville (outubro de 1791 – março de 1792); Jean de Lacoste (março – julho de 1792); François Joseph de Gratet (julho – agosto de 1792).
- Guardião dos Selos: François Duport-Dutertre (novembro de 1790 – março de 1792); Jean-Marie Roland de La Platière (março – abril de 1792); Antoine Duranton (abril – julho de 1792); Étienne Dejoly (julho – agosto de 1792).